# Occupy Central
Occupy Central fue una protesta de ocupación que tuvo lugar en Central, Hong Kong, del 15 de octubre de 2011 al 11 de septiembre de 2012. El campamento se instaló en una plaza debajo de la sede del HSBC. El 13 de agosto de 2012, el Tribunal Superior dictó una orden judicial contra la continuación de la protesta y ordenó a los ocupantes que se fueran a las 21:00 horas del 27 de agosto. Pero los manifestantes desafiaron la orden y permanecieron en el lugar hasta 15 días después de la fecha límite, cuando se envió a alguaciles de la corte para desalojar a los ocupantes. Finalizando el 11 de septiembre, el movimiento sigue siendo uno de los movimientos Occupy más largos del mundo.
El movimiento Occupy es un movimiento de protesta internacional contra la desigualdad social y económica. Su objetivo principal es hacer que la estructura económica de la sociedad y las relaciones de poder sean más justas. Cada grupo local tiene su propio enfoque, pero entre las principales preocupaciones están las afirmaciones de que las grandes corporaciones y el sistema financiero global controlan el mundo de una manera que beneficia desproporcionadamente a una minoría, socava la democracia y es inestable.

## Inicios

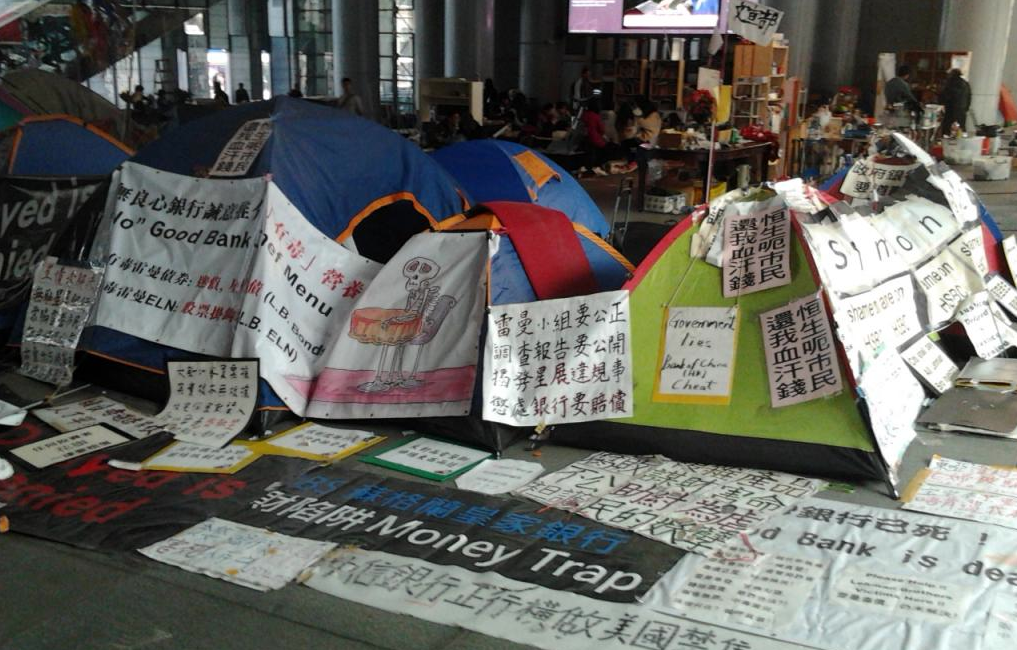
Una vista del campamento en la plaza.

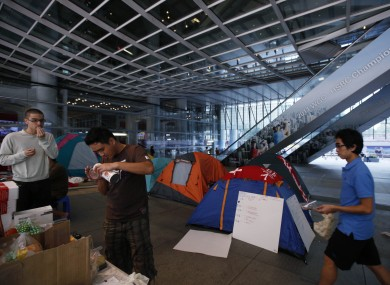
Los ocupantes intentaron crear una comunidad "igualitaria".

Haciendo eco del movimiento Occupy contra la codicia corporativa y la desigualdad económica, la campaña ¨Occupy Central¨ de Hong Kong comenzó el 15 de octubre de 2011, con manifestantes ocupando la plaza debajo de la sede de HSBC en Central, un símbolo emblemático del distrito comercial del territorio. La plaza es propiedad del banco, pero fue escriturada durante la construcción en 1983 como un área dedicada a servir como paso peatonal público. El campamento de Hong Kong, con el objetivo de crear una comunidad ideal que aboga por la "igualdad", atrajo a una comuna de ocupantes que incluía estudiantes, jóvenes profesionales, activistas, desempleados y personas sin hogar. Al 11 de diciembre de 2011 y agosto de 2012, había alrededor de 20 y 10 campistas respectivamente, pero más de 200 participantes participaron en la campaña en su apogeo.

## Mandamiento judicial
La campaña se prolongó durante 10 meses sin parar. En junio de 2012, HSBC llevó el caso al Tribunal Superior después de que se ignoraran las solicitudes anteriores de que los activistas se fueran voluntariamente. El 13 de agosto de 2012, el tribunal otorgó una orden judicial y dictaminó que los manifestantes deben despejar el área ocupada dentro de los 14 días, es decir, a las 9 pm del 27 de agosto de 2012. El juez Reuder Lai declaró que el uso del espacio por parte de los activistas iba más allá de su función de pasaje público y que no existía una base legal para que continuaran ocupando el área. Después de la audiencia, varios manifestantes dijeron que no impugnarían el fallo y continuarían su protesta en otras áreas públicas. Sin embargo, algunos declararon desafiante ¨¡Nunca nos iremos! En tus sueños¨. Uno de los organizadores, de apellido Wong, dijo a la prensa que la plaza era tan grande que su campaña no impidió que el público pasara por ella. Aunque hubo cierto apoyo público para los manifestantes en el apogeo del movimiento Occupy mundial, los críticos dijeron que los activistas se habían excedido y que era hora de seguir adelante. Los profesionales del derecho advirtieron que la acción de desafiar la orden judicial podría ser declarada desacato al tribunal, por lo que los infractores pueden ser condenados a una multa de nivel 3 y a una pena de prisión de seis meses.

## Fecha límite
El 27 de agosto de 2012, los manifestantes ignoraron la orden del Tribunal. Por la noche, los manifestantes realizaron un concierto mientras coreaban consignas "No te vayas aunque muramos" y prometieron continuar su movimiento. Un simpatizante quemó papel y zapatos de plástico en el lugar, atrayendo a unos 20 policías y bomberos que llegaron para realizar un control. Algunos de los 40 activistas se comprometieron a pasar la noche incluso después de que los guardias de seguridad colocaron una placa fuera del edificio a las 10 pm, una hora después de la fecha límite de autorización, notificando a los manifestantes sobre la orden de prohibición del Tribunal Superior. El portavoz de HSBC anunció que si los manifestantes no despejaban, el banco solicitaría al tribunal que asigne alguaciles para ejecutar la orden de desalojo.

## Autorización
El 11 de septiembre de 2012, los alguaciles del tribunal sacaron a los campistas restantes de la plaza HSBC. Los alguaciles llegaron por la mañana para administrar su tarea, pero enfrentaron una fuerte resistencia, lo que prolongó el despacho a casi ocho horas. Primero quitaron los muebles y las carpas de los ocupantes de la zona. Mientras tanto, los campistas se enfrentaron a los funcionarios, alegando que no mostraron la orden de autorización del tribunal antes de su acción. Los alguaciles, sin embargo, ignoraron las quejas y continuaron la operación de limpieza. El número de manifestantes aumentó de cinco a unas pocas docenas. Cuando los manifestantes afuera de la plaza entraron por la fuerza al edificio, estallaron refriegas entre ellos y los guardias de seguridad. Algunos guardias resultaron heridos y fueron enviados al hospital. Algunos ocupantes se dispersaron en las tiendas de campaña, tratando de evitar ser sacados por los alguaciles. A las 4 de la tarde, el último de los 11 campistas fue desalojado por la fuerza del suelo. La plaza fue sellada. Tres personas fueron detenidas por agredir a los guardias de seguridad. Sin embargo, la policía no interfirió de ningún otro modo en la autorización.